# 남부나무타기쥐
남부나무타기쥐(영어: Rhipidomys austrinus)는 비단털쥐과에 속하는 설치류이다. 아르헨티나와 볼리비아의 숲 계곡과 안데스 산맥 동부 경사면에서 발견된다.

## 특징
남부나무타기쥐의 몸길이는 약 170mm이고, 꼬리 길이는 몸길이의 약 110~135%로 길다. 등과 배 쪽 털 사이에 명확한 구분선이 나타난다. 등 쪽 털은 조밀하고 회색빛 갈색부터 오렌지빛 갈색까지 다양한 반면에 배 쪽 지역은 짙은 갈색 바탕에 털 끝이 크림색을 띤다. 귀는 크고 모양이 타원형이고 어금니가 크다. 뒷발은 상당히 크며, 윗면에 윤곽이 뚜렷한 반점이 발가락 면까지 이어진다. 꼬리는 짧은 털과 함께 갈색을 띠며, 꼬리 끝이 붓꼬리 형태를 띤다.

## 분포 및 서식지
남부나무타기쥐는 남아메리카 안데스 산맥 동부 경사면에서 발견된다. 분포 지역은 아르헨티나 북서부 후후이주 지역부터 북쪽으로 볼리비아 중부 산타크루스 주와 볼리비아 북서부 라파스 주까지 이어진다. 아르헨티나의 저고도 지역과 라파스 고고도 지역 등을 포함한 해발 고도 350~2600m에서 발견되며 가드너나무타기쥐(Rhipidomys gardneri)와 계곡 일부 지역을 공유하지만, 일반적으로 가드너나무타기쥐보다는 높은 지역에서 서식한다. 일반적인 서식지는 울창한 숲 계곡의 융가스 숲 지역이지만 아르헨티나의 저산대 숲과 천이 지역 숲, 저지대 숲에서도 발견된다. 야행성 동물로 나무를 잘 타는 동물이며, 커피농장에서는 유해동물로 간주하기도 한다.

## 보전 상태
남부나무타기쥐는 넓은 분포 지역에서 흔하게 발견되는 종으로 안정적인 개체수를 유지하고 다양한 서식지에서 적응한 것으로 보이기 때문에 국제 자연 보전 연맹(IUCN)이 보전 등급을 "관심대상종"으로 분류하고 있다.